# نشان نام سرور
نشانگر نام سرور (SNI) یک افزونه به پروتکل شبکهٔ کامپیوتری امنیت لایه انتقال (TLS) است که توسط آن یک کلاینت نشان می‌دهد در آغاز فرایند دست تکان دادن به کدام نام میزبان می‌خواهد متصل شود.
این افزونه به سرور اجازه می‌دهد چندین گواهینامه را بر روی یک آدرس IP و شماره پورت TCP پیشکش کند و از این رو چندین وب سایت امن (HTTPS) (یا هر سرویس دیگری از طریق TLS) را با همان یک آدرس IP ارائه می‌دهد.

## کاربرد در فیلترشکن‌ها
در نرم‌افزارهای فیلترشکنی که در کشورهای سرکوبگر و سانسورکننده کار می‌کنند، نشان نام سرور را نام دامنه‌ای که در لیست سفید دولت کشور سانسورکننده است می‌گذارند در حالی که آی‌پی همان آی‌پی سرور بیرون از کشور است. از این رو، بستهٔ فرستاده شده از کلاینت، کمتر مشکوک خواهد بود، چون دستگاه فیلترینگ کشور سانسورکننده نمی‌داند آیا آی‌پی واقعاً آی‌پی همان وبسایت درون لیست سفید است یا نه؛ بنابراین، از دیدگاه دولت سانسورچی، فیلتر کردن بستهٔ فرستاده شده تلفات جانبی خواهد داشت و احتمال فیلتر شدن آن کمتر می‌شود.